# Jaguar I-Pace
Jaguar I-Pace är en elbil som den brittiska biltillverkaren Jaguar introducerade på Genèvesalongen i mars 2018. Bilen visades i konceptform på bilsalongen i Los Angeles 2016.
Jaguars första elbil har två elmotorer, en på vardera hjulaxeln. De har en sammanlagd systemeffekt på 400 hk och 696 Nm. Under golvet finns ett batteripack på 90 kWh. Räckvidden anges till 480 km. Bilen tillverkas av Magna Steyr i österrikiska Graz. De svenska priserna startar på 829 000 SEK.